# 성문 파찰음
성문 파찰음(聲門破擦音)은 닿소리의 하나이고, 혀를 사용하지 않아 비설음에 속한다. 

## 조음 방법
성문 파열음과 성문 마찰음을 연속 발음한다. 또는 헛기침을 해도 이 소리가 난다.

## 국제 음성 기호
ʔh로 표기한다.

## 조음의 예
- 서남관화의 위시시 방언: '可'를 발음할 때 이 소리가 나타난다.
- 영국 영어의 용인 발음: 긴장된 첫소리의 h가 변이음으로 난다.

## 같이 보기
- 국제음성기호